# Битва при Ідіставізо
Би́тва при Ідіставі́зо — велика битва між силами вторгнення римлян у Германію під командуванням Германіка і союзом германських племен під проводом Армінія. Битва ознаменувала закінчення трирічної кампанії Германіка. Основне джерело — «Аннали» Тацита, написані через 100 років після походу Германіка.

## Передумови

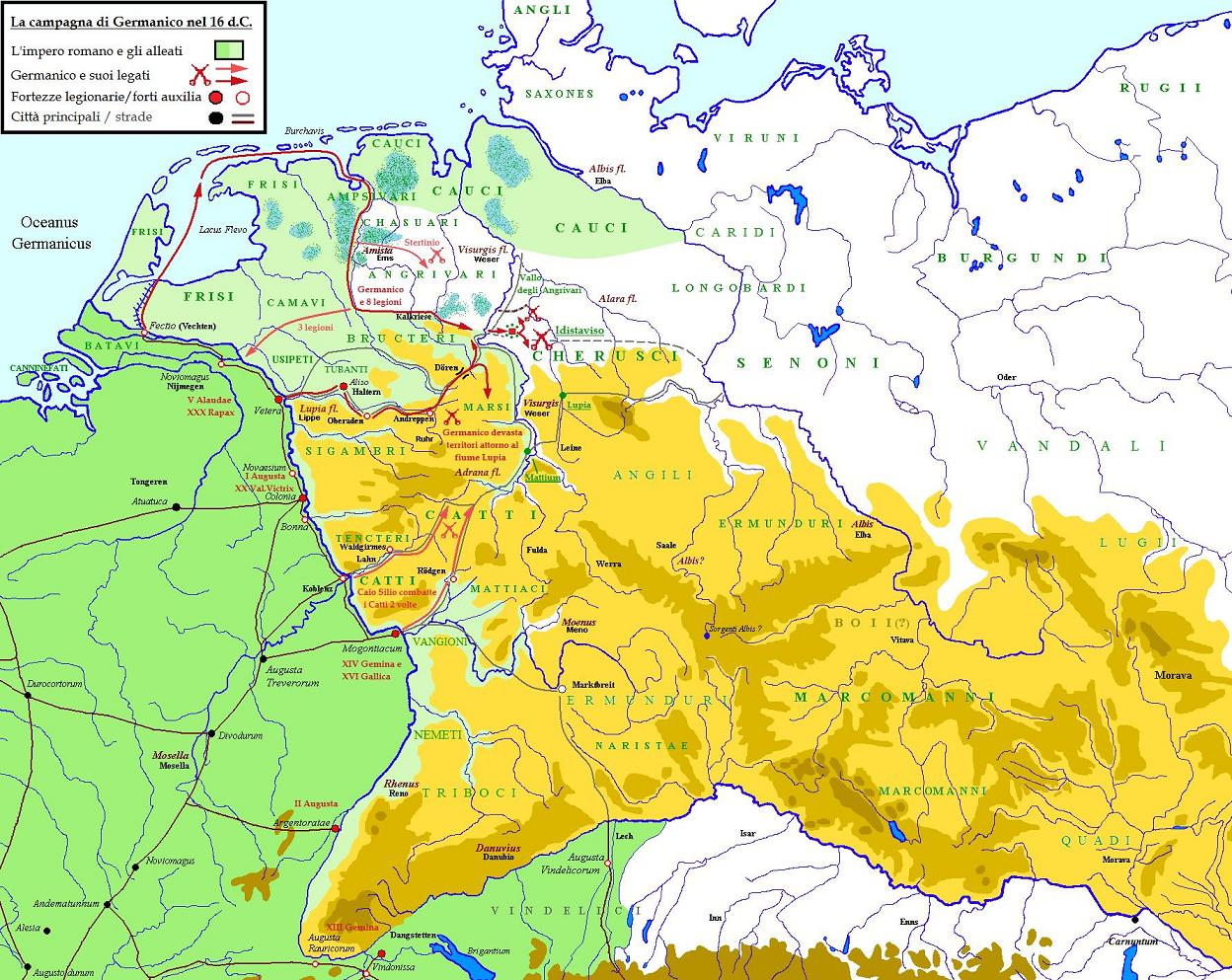
Похід Германіка в 16 році

В I столітті до н. е. римляни почали експансію на землі германських племен. За часів Октавіана Августа полководцями Нероном Клавдієм Друзом і Тиберієм Клавдієм Нероном (майбутнім імператором) була проведена масштабна кампанія з підкорення Германії. Під кінець I століття до н. е. римляни контролювали територію аж до Ельби (лат. Albis), де була утворена нова провінція. В 6 році спалахнуло небезпечне для Рима повстання в Паннонії, і значна кількість римських військ з Германії була перекинута на його придушення. Скориставшись цим, германці перейшли в наступ і в 9 році під командуванням вождя херусків Армінія завдали нищівної поразки римлянам у Тевтобурзькому Лісі. Август відмовився від ідеї завоювання Германії та відвів війська за Рейн. Однак за його приємника Тиберія, син Нерона Клавдія Друза Германік декілька разів вдирався з великими силами на територію Германії з метою відновлення престижу Рима й ослаблення ворожих племен.
Кампанія 16 року була ретельно підготовлена і мала на меті розгром херусків. Римляни побудували 1000 транспортних суден, на котрих армія дісталася через Північне море гирла Емса (лат. Amisia), а потім пішла суходолом вверх по річці, обходячи Тевтобурзький ліс. З верхів'я Емса Германік попрямував до Везера (лат. Visurgis), де на іншому березі його вже чекали Арміній та його дядько Інгвіомер разом з ополченням германських племен під егідою херусків.

## Поле бою
Тацит описує Ідіставізо (лат. campus Idistaviso) як рівнину на березі Везера, між річкою і пагорбами, яка має криві обриси. Історики припускають, що долина Ідіставізо знаходилась вище сучасного Мюндена, неподалік Вестфальських воріт. Назва «Ідіставізо» пояснюється в гіпотезі Якоба Грімма як «Долина дів». 

## Сили сторін
Римляни йшли в такому бойовому порядку: спереду ауксилії галлів і германців, за ними лучники; потім 4 легіона (Legio I Germanica, Legio V Alaudae, Legio XX Valeria Victrix і Legio XXI Rapax) та Германік з 2 преторіанськими когортами і відбірною кіннотою; далі стільки ж легіонів (Legio II Augusta, Legio XIII Gemina, Legio XIV Gemina, Legio XVI Gallica) і легкоозброєні воїни разом з лучниками на конях та когортами союзників. Таким чином, загальну кількість римської армії оцінюють приблизно в 74—80 тисяч чоловік. Достовірних даних про чисельність війська Армінія немає; Джон Веррі оцінює його в 40—50 тисяч воїнів, разом з невеликою кількістю кінноти.

## Хід битви
Спершу, для розвідки боєм, Германік приказав перейти річку вбрід лише кавалерії під командуванням Луція Стертінія і центуріона першого маніпула Емілія. Загін союзних римлянам батавів херуски заманили в засідку, вождь батавів
Харіовальда і багато знатних воїнів були вбиті, проте решту врятували вершники Стертінія та Емілія, які вчасно прийшли на допомогу. Після перетину Везера, Германік почув від дезертира місце, яке вибрав Арміній для битви, і що вночі германці планують напасти на римський табір. І дійсно, після півночі був напад на табір римлян, але германці були змушені відступити незабаром після того, як дізналися, що когорти легіонерів розміщені за першим колом оборони. 

### Підготовка
Тієї ж ночі Германіку приснився сон; йому снилося, що приносячи жертву, він забризкав свою претексту священною кров'ю і отримав з рук своєї бабки Августи іншу, ще гарнішу. Окрилений цим знаменням і закріпивши його ауспіціями, він скликає військову нараду і доповідає як слід діяти в майбутній битві. Промова полководця підбадьорила воїнів, і був поданий знак до початку бою. Римляни прийняли симетричне формування відносно фронту атаки, щоб уникнути нападу з-за спини, де був ліс і за яким було важко передбачити можливість пастки. В іншому таборі, Арміній та інші германські вожді не переставали переконувати своїх соплемінників, що немає іншого виходу як дати бій римлянам і відстояти свою свободу. Основні сили германців розташувалися на галявинах, у лісі та зайняли узлісся. Лише херуски готувалися завдати удару з пагорбів.

### Атака
Херуски, на чолі з Армінієм, першими пішли в наступ на римські позиції, як пише Тацит:

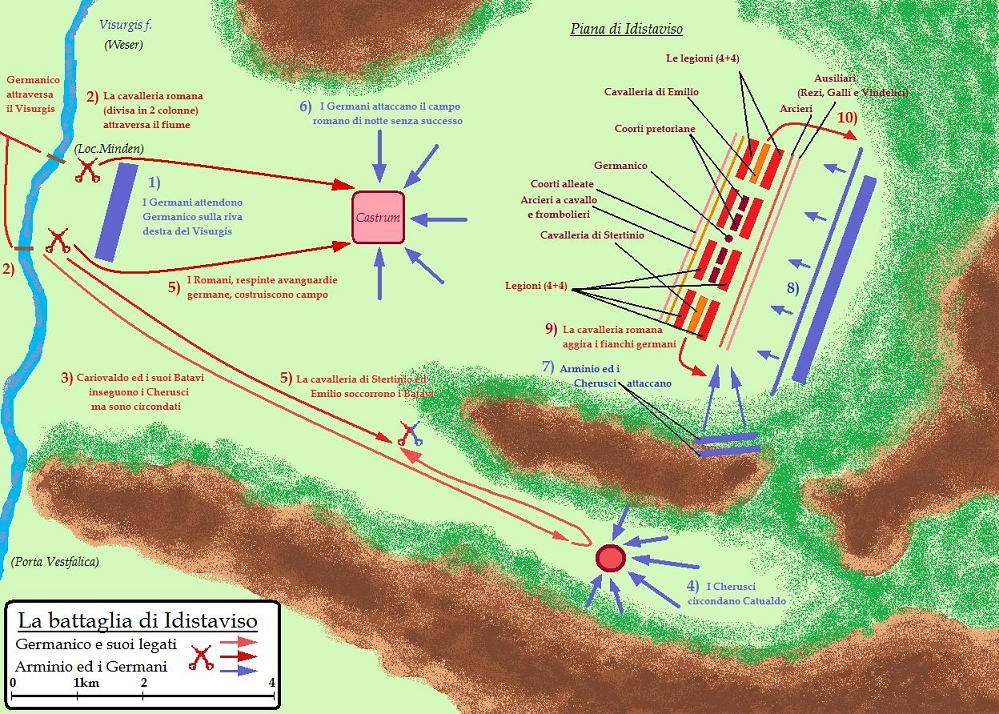
Схема битви

"Побачивши натовпи херусків, які стрімко подалися вперед, Германік віддає наказ найвідважнішим вершникам напасти на них із флангу, а Стертинієві з рештою кінноти обійти ворога і вдарити на нього з тилу; сам він мав у слушну мить надати їм підтримку. Тим часом увагу полководця привернуло гарне передвістя: восьмеро орлів пролетіли в напрямку до лісу і опустилися там. Побачивши це, він вигукнув, звертаючись до воїнів, щоб вони пішли слідом за римськими птахами, споконвічними покровителями легіонів. Назустріч херускам спрямовуються піхотинці, і одночасно їх тил і фланги тіснить вислана заздалегідь кіннота. І дивна річ! Два загони ворогів пустилися навтіки, ті, що були в лісі, - на відкрите поле, а ті, що стояли на полі, - в ліс. Херусків, що знаходилися між ними, римляни тіснили з пагорбів; серед ворогів був помітний Арміній, який словом, прикладом у бою, стійкістю у перенесенні ран закликав їх не відступати. І він пробився би крізь лучників і прорвався, якби йому не перегородили шлях когорти ретів, вінделіків і галлів. Скориставшись всією своєю силою і швидкістю коня, він все ж пробився,  вимазавши собі обличчя своєю кров’ю, аби залишитися невпізнанним. Дехто переказує, що хавки, які билися серед римських допоміжних військ, впізнали його, але дали йому втекти. Така ж доблесть або хитрість врятувала й Інгвіомера (дядька Армінія); інші ж були перебиті. Більшість намагалася переплисти Візургій і загинула від пущених в них стріл і дротиків або у вирі річки, насамкінець — у юрбі втікачів, або від обвалів берегів під їхньою вагою. Деякі, під час ганебної втечі піднімалися на верхівки дерев і ховалися там між гілок, і були добиті заради забави лучниками, інші були розчавлені поваленими деревами. Це була велика перемога і майже не коштувала нам крові. З п'ятої години дня і до ночі наші рубали ворогів; все на відстані десяти тисяч кроків було всіяне їх трупами і зброєю".
Воїни на полі бою прославляли Тиберія-імператора і після спорудження насипу поставили на ньому захоплену зброю у вигляді трофея з написом, в якому були перелічені переможені племена.

## Результати
Не стільки втрати і поразка, скільки вигляд цього насипу сповнив германців смутком і люттю. Тож вони, щойно вирішивши покинути свої поселення і податися за Ельбу, прагнули знову повернутися до боротьби за втрачену свободу, всі ті, хто міг носити зброю: від молодих до старих. Багато хто з різних племен вирішив приєднатися до германських військ і взяти участь у нападі на римлян. 

### Битва у Валаангріваріїв
Арміній і германські вожді вибрали місце для зіткнення з римською армією: закрита територія між річкою Везер і лісами, навколо якої було велике болото, яке, у свою чергу, оточував ліс, за винятком одного боку, де ангріварії побудували великі вали, які відділили їх від сусідніх херусків.

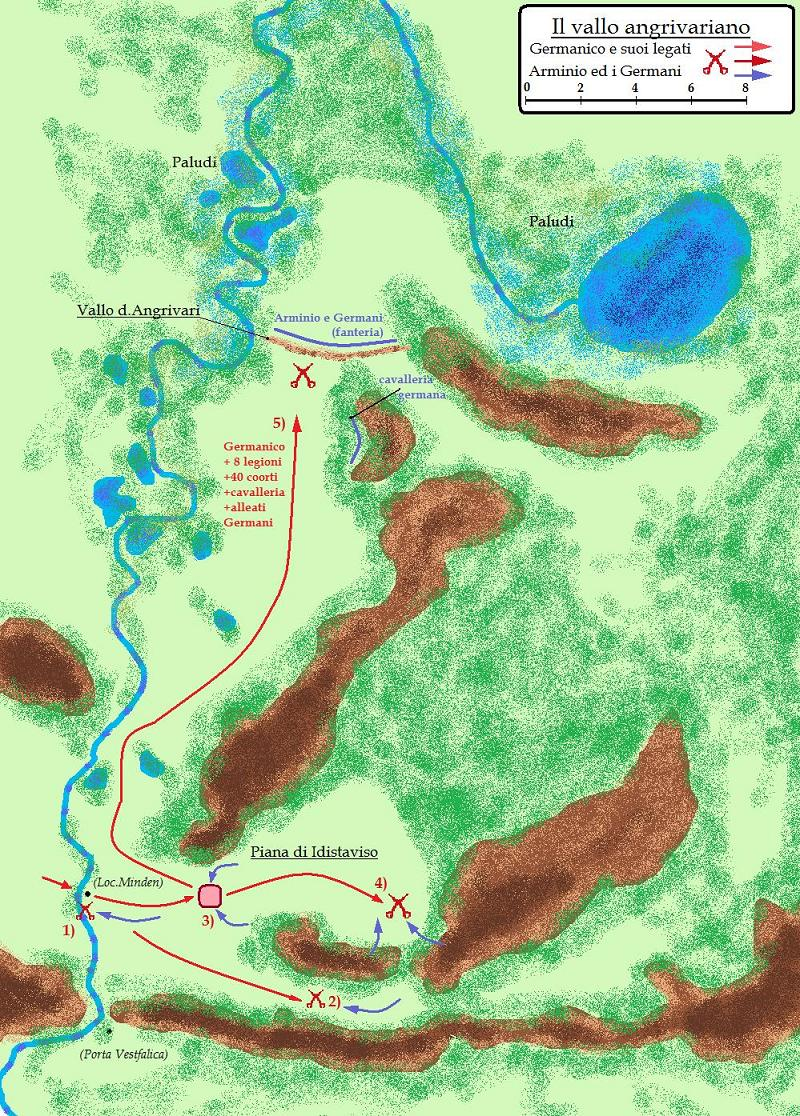
Битва у Вала ангріваріїв

#### Хід бою
Піхота германців розташувалася по всьому валу, в той час як кавалерія була прихована в сусідніх лісах для того, щоб зайти в тил легіонам, як тільки вони, пройшовши ліс, опиняться перед валом. Германік дізнався від своїх інформаторів про ворожі плани і розділив піхоту на дві групи: перша мала атакувати позиції противника у лісі, а друга - зайняти вал. 
Легіони, які наступали рівниною не мали особливих проблем, а ті хто мав захопити вал зазнавали постійних втрат під ударами ворогів зверху. Германік, помітивши труднощі, які виникли вздовж ангріварської стіни, вирішив відвести легіони, для уникнення постійних втрат, і просунув лінії лучників і пращників. Під густим вогнем римських стріл і каміння, германці зазнавали важких втрат. Незабаром, римські бойові машини почали вести вогонь дротиками і стрілами, щоб остаточно розбити захисників стіни.
Далі послідувала атака легіонів. Ангріварський вал був взятий і Германік, разом з преторіанськими когортами, особисто очолив атаку на рівнинах у лісі, де битва була особливо жорстокою і кривавою. Наявність болота перешкоджала відступу германців, тоді як річка і гірська місцевість ускладнювали будь-який римський відступ; обидві сторони повинні були перемогти задля того, щоб вижити.
Боротьба була запеклою і германці проявили велику завзятість, але римляни переважали завдяки своїй дисципліні, озброєнню і тактичній згуртованості. Легіонери вишикувані в щільному утворенні, захищеному великими щитами, завдавали тяжких ушкоджень германцям гладіусами, що викликало страшні рани на грудях ворожих воїнів. Германці не могли ефективно використовувати свої довгі списи через відсутність простору і не могли протистояти важкоозброєній піхоті противника.
Арміній, змучений боєм і потерпаючи від ран, почав тікати з поля бою, так само як Інгвіомер.
Германік, навпаки, зняв шолом, щоб бути впізнаним усіма, закликав легіонерів до розправи. Він наказав не брати полонених, мотивуючи це тим, що тільки винищення германців закінчить війну. Наприкінці дня він відкликав з поля бою легіон, для того щоб побудувати табір, а інші продовжили різанину до темряви. 
Після перемоги, римляни насипали курган з написом: «Армія Цезаря Тиберія, після того, як підкорила племена між Рейном і Ельбою, присвятила цей пам'ятник Марсу, Юпітеру і Августу». Разом з тим, Германік наказав Стертінію виступити проти ангріваріїв, задля впевненості в їхній покірності Риму. Ті, в свою чергу, смиренно прийняли мир на умовах римлян.

## Наслідки
Після вдалої літньої кампанії, Германік вирішив відправити деяку частину своїх легіонів суходолом у зимові табори, сам він посадив більшу частину війська на кораблі й відправився по Емсу в Північне море. Коли кораблі дійшли до моря, здійнялася сильна буря, яка знищила велику кількість кораблів римлян. Діставшись землі хавків, Германік наказав уцілілим воїнам на кораблях продивитись навколишні острови у пошуку загублених у бурі солдат. Завдяки цьому немало воїнів врятували, деяких повернули союзні Риму ангріварії. Чутки про загибель римського флоту відновили войовничий дух германців і це змусило Германіка діяти рішуче. Він наказав Гаю Сілію виступити проти хаттів зі змішаною армією в 3 000 кавалеристів і 33 000 піхотинців і спустошити їхню територію, а сам, з більшою армією, продовжив похід проти інших племен.
Потім Германік відправив своїх солдат за Рейн на зиму. Як стверджує Тацит, німецькі племена розглядали питання заключення миру і  кампанія наступного літа припинила б війну. Однак Тиберій порадив Германіку повернутися до Риму, пишучи йому, що «здобувши перемоги у великих масштабах, він повинен пам'ятати і ті втрати, які завдали вітри і хвилі, і котрі, хоч і не через провини генерала, були ще тяжкішими і шокуючими», і «після того, як помста Рима була виконана, [германці] можуть бути залишені». В обмін на повернення, Германіку був призначений повноправний тріумф.

## В культурі
- У сюжеті роману М. О. Булгакова «Майстер і Маргарита» Понтій Пілат брав участь в битві при Ідіставізо, на чолі турми, і врятував оточеного германцями центуріона Марка Щуролупа.
- Деяка битва, котра датується 16 роком н. е., фігурує в кліпі «Deutschland» німецької рок-групи «Rammstein».

## Цікаві факти
- Німецький історик Г. Дельбрюк відкидав історичність опису битви при Ідіставізо у Тацита і відносив цей епізод «Анналів» до області патріотичного домислу, припускаючи лише факт невеликої сутички[18].
- У рядах римських допоміжних військ був рідний брат Армінія — Флав (лат. Flavus)[1].